# ヌーレッディン・パシャ
ヌーレッディン・パシャ (トルコ語: Nurettin Paşa, Nureddin İbrahim Paşa 、1873年; ブルサ–1932年2月18日; イスタンブール)は、 オスマン帝国末期およびトルコ共和国初期の陸軍軍人。トルコの政治家。第一次世界大戦で、チャールズ・タウンゼンド少将の第6プーナ師団を追撃しクート・エル・アマラで包囲したこと、トルコ独立戦争で、西部戦線の第1軍司令官を務めたことなどにより知られている。トルコでは、顎鬚のヌーレッディン (トルコ語: Sakallı Nurettin) とも呼ばれる。また、墓碑銘には、ヌーレッディン・イブラヒム・コンヤル (トルコ語: Nureddin İbrahim Konyar)と記されている。

## オスマン時代
ヌーレッディンは、1873年にブルサで生まれた。父はオスマン軍の将官ミュシル (元帥)イブラヒム・パシャであった。1890年、イスタンブールのパンガルトゥにあった陸軍士官学校 (1309年入学組)に入校し、1893年、31席で同校を卒業し、歩兵少尉 (Mülâzım-ı Sani)として任官した。 ヌーレッディンは、陸軍大学 (参謀学校)を修了していない数少ない高級将官の一人である。 クラスには、ナージ・エフェンディ (歩兵科17席)、ミュムターズ・エフェンディ (歩兵科99席)らが、コレスには、リュシュテュ・パシャ (工科砲兵科8席)らがいた。母国語のほかに、アラビア語、フランス語、ドイツ語とロシア語を解した。
ヌーレッディンは、1893年3月から4月の間、第5軍隷下の第40歩兵大隊に勤務した後、1893年の4月から10月まで直隷軍 (Hassa Ordusu、第1軍)に配属された。 1895年1月31日、中尉 (Mülâzım-ı Evvel)に、同年7月22日には大尉 (Yüzbaşı)に昇進した。
1897年の希土戦争に、アラソニヤ軍司令官エドヘム・パシャの副官として従軍し、 イスタンブールに帰還した後、第1軍司令部の第1課 (作戦課)に配属された。1898年10月、 スルタン・アブデュルハミト2世の副官となり、1901年には、少佐 (Binbaşı)に昇進し、1902年までブルガリア国境司令部の参謀団に勤務した。 1902年から1903年まで、マケドニア地方でゲリラ討伐戦に従事した。
1907年、中佐 (Kaymakam)に昇進したヌーレッディン・ベイは、同年12月、セラーニク (現在のテッサロニキ)にある第3軍司令部に配属され、1908年には、大佐 (Miralay)に昇進した。1908年の青年トルコ人革命の前に、ミュシル・イブラヒム・パシャが第3軍内の統制を図ろうとしたとき、ジェマル・ベイ少佐と統一と進歩委員会の他の会員が、イブラヒム・パシャに目こぼしするよう警告すべく、息子ヌーレッディン・ベイの取り込みを図り、ヌーレッディン・ベイは、統一と進歩委員会に加入した (会員番号6436)。
1909年8月19日、「軍階級降格法」 (Tasfiye-i Rüteb-i Askeriye Kanunu)に従って、少佐に降格され、 予備役として第1軍に送られた。1909年9月、キョチュクチェキメジェ郡知事に任命され、1910年4月、第77歩兵連隊長代理に、その後、 第83歩兵師団第1大隊長に任命された。
1911年2月、ヌーレッディン・ベイは、第14軍団に配属されイエメンでの叛乱の鎮圧に従事し、中佐に昇進した。11月には、第14軍団で予備役とされた。イエメンから戻り、バルカン戦争末期に第9歩兵連隊長として参戦した後、1913年にオットー・リーマン・フォン・ザンデルスのドイツ軍事使節団 (German: Deutsche Militärmissionen im Osmanischen Reich, Turkish: Alman Hey'et-i Askeriyye-i Islâhiyyesi) のもとで編成された模範部隊に配属された。

### 第一次世界大戦

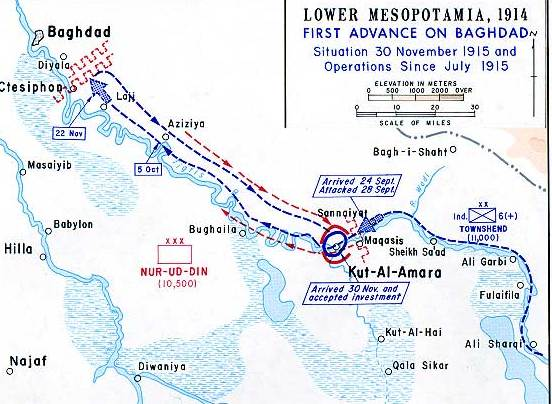
タウンゼンド指揮下の第6プーナ師団の退却とヌーレッディン指揮下のイラク地区司令部隷下部隊による追撃および包囲行動

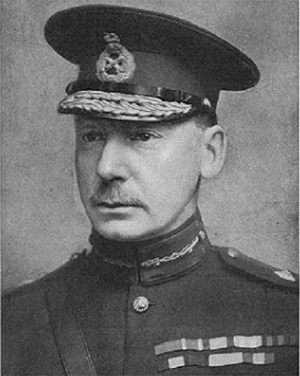
タウンゼンド少将

ヌーレッディン・ベイは、1914年4月まで第4師団を指揮していたが、 1915年4月14日にイラク地区司令部指揮官のスュレイマン・アルケリー・ベイが自殺したため、4月20日、その後任に任命された。6月中に任地に到着した。
イラクで瓦解した部隊を指揮するとともに、バスラとバグダッドの県知事も兼任した。
1915年11月、ヌーレッディン・ベイは、チャールズ・タウンゼンド少将の指揮する英印軍第6プーナ師団の進撃をクテシフォンの戦いで停止させ、 退却する残存部隊をクート・エル・アマラまで追撃した。クートの町を占領するための幾度かの攻撃は失敗したが、包囲を完成させた。ドイツ人のコルマール・フォン・デア・ゴルツ元帥は、1915年12月21日にバグダッドに到着し、イラク地域司令部をイラク軍と改称した。
1916年1月20日、軍務大臣エンヴェル・パシャは、ヌーレッディン・ベイ大佐の代わりに叔父のハリル・ベイをイラク軍の司令官に据え、 ヌーレッディン・ベイは第9軍団長、第3軍司令官代理を歴任した。
1916年10月、ヌーレッディンは、ムーラ・アンタルヤ地域司令部司令官に任命され、アイドゥンを拠点とする第21軍団の新設を命令され、 1918年10月25日、アイドゥン県副知事となった。 この間、1918年に大佐から「ミールリヴァー」に昇進した。

### 休戦以降
1918年10月30日夕刻に調印され31日正午に発効したムドロス休戦協定の後、イズミルに司令部を置く第17軍団長に任命され、アイドゥン県知事を兼務した。12月30日、イスタンブールに司令部を置く第25軍団長に任命され、 1919年2月2日、ウルラ半島で叛乱が発生したため、アイドゥン県知事とアイドゥン地区司令官に再任された。
ヌーレッディン・パシャは、イズミルで政党、協会、商工会議所の代表から成る諮問委員会を設立し、イズミル権利擁護オスマン協会 (İzmir Müdafaa-i Hukuk-ı Osmaniye Cemiyeti).の活動を支援した。 しかし、協会の活動は、ヌーレッディン・パシャの解任とともに停滞した。ギリシャ軍のイズミル上陸に対するトルコの防衛能力を弱体化させるため、連合国、特にイギリス首相ロイド・ジョージは、イズミルからヌーレッディン・パシャを排除するよう要求した。イズミルの占領以前に、スミルナ総主教クリュソストモスと対立した民族主義者の将軍ヌーレッディン・パシャは解任された。 3月11日にアフメド・イッゼト・ベイが後任の知事に、3月22日にはアリ・ナーディル・パシャが後任の軍団長に任命された。

## トルコ独立戦争

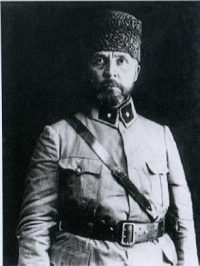
「ミールリヴァー」ヌーレッディン・パシャ

1920年6月、ヌーレッディン・パシャは国民運動に参加するためにアナトリアに渡り、12月9日、中央軍 (Merkez Ordusu) の司令官に任命された。中央軍は、アマスィヤに司令部を置き、約1万名の兵員で構成されていた。 ポントス人の形勢は悪化していった。 ヌーレッディン・パシャは、アメリカの布教団を追放し、地元の幾人かのキリスト教徒を反逆罪で裁判所に送った。

### コチギリ叛乱
ヌーレッディン・パシャは、約3千の騎兵とトパル・オスマン・アーの率いるラズ人の「殺し屋」たちを含む非正規兵を率いて、コチギリ叛乱の鎮圧を指揮した。 叛乱は、1921年6月17日に鎮圧された。 激烈な鎮圧作戦は、大国民議会で議論を呼び、議会は、ヌーレッディン・パシャを査問委員会に招致して裁判にかける決定を下した。11月3日、ヌーレッディン・パシャは、中央軍司令官を解任され、アンカラに召還された。しかし、ムスタファ・ケマル・パシャは、介入して裁判を阻止した。

### ポントス問題
6月9日、ギリシャ海軍駆逐艦「パンティール」と戦艦「キルキス」がイネボルに艦砲射撃を加えると、ヌーレッディン・パシャは、アンカラ政府の参謀本部に、ギリシャ軍のサムスンへの上陸を見越して、16歳から50歳のギリシャ系男性のアマスィヤ、トカット、カラヒサール・シャルキー (現在のシェビンカラヒサール)からの追放を進言し、それは、1921年1月12日付2082号法により実現した。 The Ankara government accepted it on 16 June. ヌーレッディン・パシャの中央軍は、約2万1千人を追放し、サムスン独立裁判所は485人に死刑を宣告した。さらに、1921年6月7日にギリシャ海軍装甲巡洋艦「アヴェロフ」がサムスンに艦砲射撃を加えると、西部および南部アナトリアのトルコ国民派の支配地域に居住するギリシャ系住民は、アンカラ政府の命令で追放された。 タネル・アクチャムによると、ヌーレッディンには、数千人のギリシャ系オスマン帝国臣民の虐殺に対して責任があるという。

### 大攻勢

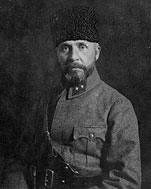
「フェリク」ヌーレッディン・パシャ

トルコ第1軍司令官アリ・イフサン・パシャが解任され、コンヤ軍法裁判所に送致された後、アリ・フアド・パシャ、レフェト・パシャらに後任の軍司令官への就任が打診がなされた。しかし、誰もイスメト・パシャの部下にあたる同職に就きたがらなかった。 そこで、1922年6月29日、ヌーレッディン・パシャがアリ・イフサン･パシャの代わりに第1軍司令官に任命された。 そして、8月26日にカラヒサール・サーヒブ (現在のアフィヨンカラヒサール)付近のギリシャ軍に対して開始された大攻勢の後、8月30日にギリシャ・小アジア軍トリクピス集団をドゥムルプナル付近で包囲殲滅し、8月31日に「フェリク」に昇進した。

### スミルナの大火

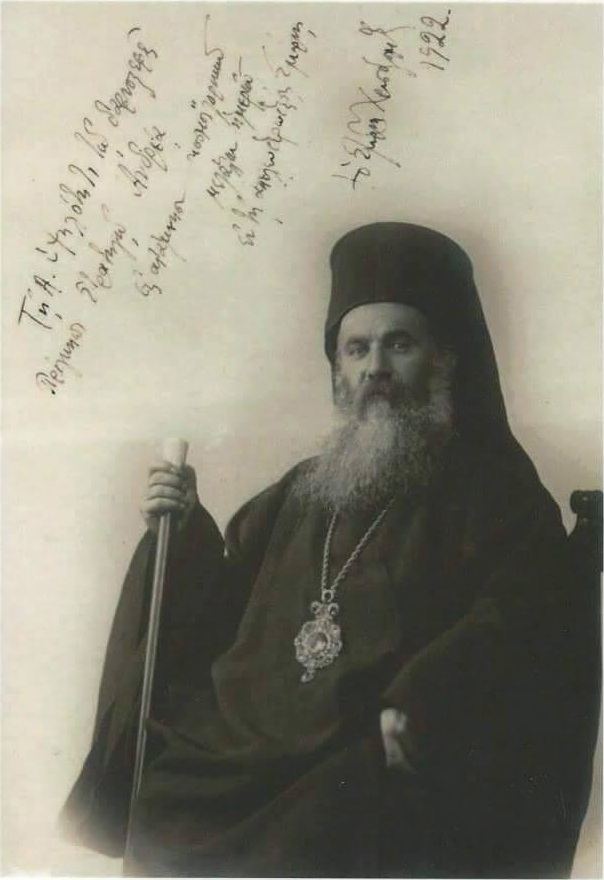
スミルナのクリュソストモス

9月22日、ヌーレッディン・パシャは、第1軍司令官として、イズミルに入城した。ウトゥカン・コジャテュルクによると、ヌーレッディンはイズミル総督 (Askerî Vali)に任命されたという。 一方、参謀本部の資料などによると、第1軍団長イッゼッティン・パシャが総督に、 アブデュルハリク・ベイがイズミル県知事に任命されたという。 ヌーレッディン・パシャは、ギリシャ正教のスミルナ大主教クリュソストモスに出頭を命じ、その裏切りを責めた。そして、大主教を知事公邸から追い出し、ムスリム群集を招き、彼の扱いを委ねた。大主教はリンチにあって殺害された。
トルコの新聞記者ファーリフ・ルフク・アタイは、その時期、ムスタファ・ケマル・パシャにインタヴューするためにイスタンブールからイズミルを訪れたが、その日記に9月13日にはじまったスミルナの大火について記し、ヌーレッディン・パシャに責任があったと述べている。

### アリ・ケマル・ベイの私刑

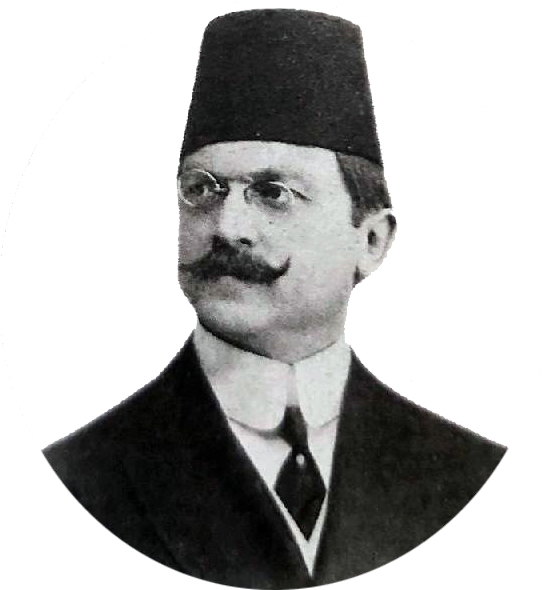
アリ・ケマル・ベイ

ムダニヤ休戦協定の後、第1軍は、1922年10月11日付命令に従って、イズミトに再展開した。 ヌーレッディン・パシャは、新聞記者でイスタンブール政府の元内務大臣アリ・ケマル・ベイの拉致のお膳立てをした。ラフミ・アパク (1887–1963)参謀大佐によると、アリ・ケマル・ベイは、11月4日、マズルムとジェムという名の警察幹部により、 歴史家ジェマル・クタイ (1909–2006) によると、「ミーム・ミーム」 (ﻡﻡ, Mim Mim, Müsellâh Müdâfaa-i Milliye 武装国民防衛隊)のエージェントにより、 トカトルヤン・ホテルの前の床屋にいるところを拘束され、イギリス軍管理地区からクムカプに出され、夜半、イズミトに連行された。当時参謀大尉だったラフミ・アパクは、予備役将校として検事見習いをしていたネジプ・アリにアリ・ケマル・ベイの尋問を命じた。その後、アリ・ケマル・ベイはヌーレッディン・パシャに呼ばれ、 軍事法廷に移送されることを告げられた。アリ・ケマル・ベイは、「私には軍事法廷に行く用意がある」と答えた。しかし、ヌーレディン・パシャはラフミに、「門の前に何百人かの群集を集めろ。アリ・ケマルが門を通って出るときに、殺させろ、リンチさせろ」と述べた。

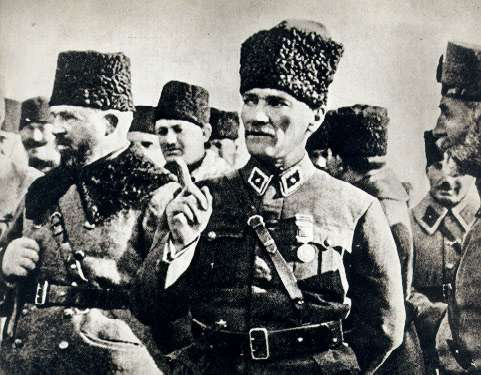
ヌーレッディン・パシャとガーズィ・ムスタファ・ケマル・パシャ (ゲブゼ、1923年1月17日)

ラフミはこの命令を実行するのを躊躇し、代わりに「ケル (禿)」サイト大尉をヌーレッディンの許に送った。 ラフミは、ネジプ・アリに「さぁ、ネジプ・アリ・ベイ、アリ・ケマル氏を軍事法廷に連れて行きなさい」と告げた。ネジプ・アリとアリ・ケマル・ベイは、門を通って出て行こうとしたとき、群集に襲われた。襲撃計画を知らなかったネジプ・アリも、一緒に襲われ、ラフミの部屋に戻って文句を言った。アリ・ケマル・ベイは投石され刃物で背中を刺され、地面に倒れた。群衆はアリ・ケマル・ベイの新調されたスーツを脱がせ、指輪、金時計、ポケットにあるものを全て剥ぎ取った。そして、彼を踝のところで縛って、下着だけになった彼を引き摺って行った。ヌーレッディン・パシャは、ローザンヌ会議に向かうために、そこを通過するであろうイスメト・パシャにアリ・ケマル・ベイの死体を見せるため、小さな鉄道トンネルの上に絞首台を設けさせた。 アリ・ケマル・ベイの次男で元トルコ外務次官ゼキ・クネラルプによると、彼の父は計画的に虐殺されたという

### イスタンブールの解放と「肉団子」
ヌーレッディン・パシャは、官吏に3千着の古着を買わせ、歩兵大隊の将兵に着せて、中隊単位で、夜、イギリス管理地区に浸透させた。第一陣は、ベイコズの靴工場に配置された。さらに二つの大隊がボスフォラス海峡を越え、ルーメリ・ヒサール周辺の家屋、ジャーミー、メドレセに配置された。ボスフォラス海峡の両岸が一個連隊により押さえられた後、ハイダルパシャとカドゥキョイのイギリス守備隊を包囲する形で展開した。ヌーレッディン・パシャは、騎兵中佐ニダイ・ベイをこの組織の司令官に任命した。イスタンブールの要所は、私服の武装歩兵により占拠された。 この組織は、K.T. 「ケーフ・テー」(ﮒ ﺕ, Kef Te, Geçit Teşkilâtı, "Passage Organization") という名で参謀本部により設立され第1軍により運営されたが、兵士は「キョフテ」(肉団子)と呼んだ。「ケーフ・テー」は、ローザンヌ条約調印の後、1923年8月8日に解散した。 その後、10月6日、シュクリュ・ナイリ・パシャ指揮下のトルコ第3軍団がイスタンブールに無血入城した。

## 共和国期

### 国民議会議員
1923年6月、第1軍が解散し、ヌーレッディン・パシャは無役となり、キャーズム・カラベキル・パシャが第1軍監察官に任命された。1924年3月、軍最高裁判所判事に任命された。12月には、大国民議会の選挙にブルサから無所属で出馬し、人民党の候補を破った。しかし、1925年1月17日、ヌーレッディン・パシャの議員資格が、大国民議会により軍籍があるとの理由で拒否された。そのため、ヌーレッディン・パシャは、自分の意思で軍を退役した。2月2日に行われた再選挙では、さらに得票を伸ばして当選した。

### 帽子法
1925年11月、ヌーレッディン・パシャは、「帽子法」(Şapka İktisasına Dair Kanun) の草案がトルコ憲法に抵触しているとして批判した。しかし、他の議員たちは、民意の敵であるとしてヌーレッディン・パシャを非難した。法務大臣マフムード・エサド・ベイは、「自由の命運は、反動の手にする玩具になることではない、、、国益に適うものは、いかなるときも憲法に抵触しない、決して抵触することはないのだ」と述べた。

## 死
1932年2月18日、ヌーレッディン・パシャは、カドゥキョイのハサンパシャ街区のクズラルアース・チェシメ通り (現在のミュヴェッリーフ・アー通り)23番の自宅で死亡し、ベイレルベイのキュプリュジェ墓地に埋葬された。
彼は、ナズミイェ・ハヌム (テュレという苗字を選び、1951年に死去した)と結婚しており、セミーハ・ハヌム (1896–1950)とメムドーハ・ハヌム (1904–1970)という二人の娘がいた。セミーハ・ハヌムは、ヒュセイン・パシャと、メムドゥーハ・ハヌムは、陸軍将校エシュレフ・アルプドーアン (1327-P. 19). と結婚した。
墓碑銘:
ヌーレッディン将軍、セルマニ・パークの戦いに勝利し、クテュル・アマラを包囲した部隊、アイドゥンの第21、イスタンブールの第25、イズミルの第17軍団、国民闘争ではアマスィヤの中央軍、アフィヨンからイズミルに行きイスタンブールを解放するためにイズミトに集結した第1軍を指揮したヌーレッディン・イブラヒム・コンヤル将軍の墓である。その魂に栄光と安寧あれ。ブルサ、バグダッド、イズミルの知事を務め、生地ブルサから議員に選出された。元帥イブラヒム・パシャの息子である。1872年‐1932年2月18日
1980年の9月12日クーデターの後、アタテュルクの戦友たちが選ばれて国立墓地に改葬されることになったとき、トルコ歴史協会は、独立戦争での50名の戦友の一人としてヌーレッディン・パシャを選び、同時に彼をアタテュルク研究センターの名誉会員とした。さらに、ヌーレッディン・パシャは、「フェリク」ではなく四つ星の将軍として表示され、ムスタファ・ケマル・アタテュルク、イスメト・イニョニュ、フェヴズィ・チャクマクに次ぐ第四の人物と見做された。 そして、この決定はトルコ参謀本部により承認された。しかし、民衆の反応のため、参謀本部はヌーレッディン・パシャの遺体の国立墓地への移送を断念した。

## 勲章など
- 五級メジディー勲章
- 三級オスマーニー勲章
- 剣付二級メジディー勲章
- 金戦功メダル
- レジオンドヌール勲章
- 鉄十字章
- 赤帯付独立勲章及び感状